# Rabbit Stick
Der Rabbit Stick (deutsch Hasenstock; Plural: Rabbit Sticks, auch in der Schreibung Rabbit-sticks) ist ein gekrümmtes Wurfholz aus Nordamerika.

## Bezeichnungen
Bei den Hopi wird es Patshkohu (auch: Putskohu), bei den Zuñi Macana oder Kleane (kle-an-ne) genannt.

## Beschreibung
Die Rabbit Sticks bestehen aus dem Holz der Gambel-Eiche (Quercus gambelii Nutt.). Sie sind flach und leicht gebogen gearbeitet. Das vordere Ende ist meist gerade abgeschnitten oder abgerundet gearbeitet. Am anderen Ende ist eine Art Griffstück ausgearbeitet. Die Oberfläche ist mit der Hilfe von Naturharz geglättet, die Kanten sind scharf ausgearbeitet. Sie werden mit der Innenseite auf das Ziel geworfen.
Zur Dekoration werden sie oft in den Farben Rot, Schwarz und Grün bemalt. Es gibt verschiedene Versionen, die sich in Länge und Form unterscheiden. Die Rabbit Sticks werden von der Ethnie der Hopi als Jagdwaffe, Sportgerät sowie als zeremonielle Waffe in dem Tata Huila-Tanz verwendet.
Während der Jagd wurden sie zu Fuß oder vom Pferd aus benutzt. Die erfolgreiche Jagd von Hasen stellte eine wichtige, kulturelle Handlung dar. Die erfolgreichen Jäger genossen einen hohen Status in der Gesellschaft. Die Ethnien der Chumash, Navajo, Tongva und Zuñi benutzten ebenfalls ähnliche Wurfhölzer.
Aus Australien ist der Kylie bekannt, der von den Ureinwohnern ähnlich wie der Rabbit Stick zu verschiedenen Zwecken genutzt wurde.